# Ilet a Brouee
Ilet a Brouee je karipski otok i dio je Haitija. Leži u tjesnacu Canal de L'est, sjeverno od otoka Île-à-Vache. Ilet a Brouee jedan je od najgušće naseljenih otoka na svijetu, s do 500 ljudi na samo 0.4 hektara.